# Коник співучий
Коник співучий або коник співочий (Tettigonia cantans) — вид коників, які поширенні у Європі, Північній Африці та Близькому Сході.

## Опис
Коник досягає розміру від 20 до 35 мм, має зелене забарвлення з коричневою смужкою на спині. Живуть з червня по жовтень, активні з полудня до ночі. Харчуються іншими комахами та рослинами. Яйця викладають перед зимою у вологий ґрунт.

## Галерея
|  |
|  |

|  |
|  |

|  |
|  |

|  |
|  |